# Die Gräfin von Hongkong
Die Gräfin von Hongkong (Originaltitel A Countess from Hong Kong), eine britische Komödie von 1967, ist der letzte Film von Charles Chaplin und der einzige, den er in Farbe drehte. Chaplin führte Regie, schrieb das Drehbuch und trat in einer kleinen Nebenrolle als Schiffssteward auf (Minute 41:30). Die Hauptrollen spielten Sophia Loren und Marlon Brando.

## Handlung
Die russische Gräfin Natascha arbeitet als Prostituierte in Hongkong, nachdem ihre Familie wegen der Russischen Revolution vor den Kommunisten aus Russland fliehen musste und in China verarmte. Eines Tages begegnet sie bei einer Party dem Amerikaner Ogden Mears, ein Öl-Milliardenerbe und zugleich der zugleich designierte Botschafter der USA in Saudi-Arabien. Spätnachts schleicht sich Natascha in die Schiffskabine des betrunkenen Mears, um als blinder Passagier in die Vereinigten Staaten zu reisen und ihr altes Leben hinter sich zu lassen. Da sie staatenlos ist, ist ihr eine andere Form der Ausreise kaum möglich.
Ogden entdeckt Natascha erst, als das Schiff bereits mehrere Stunden auf dem Pazifik unterwegs ist. Ihm missfällt die Situation, insbesondere da es sich auf seine politische Karriere auswirken könnte, wenn eine Prostituierte in seinem Zimmer gefunden wird. Er ist zudem zwar im Scheidungsprozess, aber noch offiziell verheiratet. Widerwillig willigt Ogden ein, Natascha bleiben zu lassen, sucht aber gemeinsam mit seinem Anwalt und Freund Harvey nach Wegen, sie bei dem nächsten Halt des Schiffes unauffällig von Bord zu bringen. Immer wieder muss Natascha vor anderen Leuten versteckt werden. Als Natascha einmal wegen Reparaturen das Zimmer verlassen muss und notgedrungen an einem abendlichen Ball teilnimmt, hat sie bald zwei Verehrer, den Kapitän und einen ehemaligen Kunden von ihr aus Hongkong, John Felix.
Ogden muss feststellen, dass er sich in Natascha verliebt hat. Um sie vor der amerikanischen Einwanderungsbehörde zu verstecken und ihr eine Zukunft in den Vereinigten Staaten zu ermöglichen, vermittelt er ihr eine Heirat mit seinem treuen Butler Hudson. Obwohl es sich nur um eine formelle Ehe handelt, steigt Hudson die Situation durch den Alkohol etwas zu Kopf. Er möchte am liebsten die Ehe vollziehen, was Natascha natürlich nicht möchte. Als sie kurz vor Hawaii sind, erfährt Ogden, dass seine Frau Martha dort auf ihn wartet, was die Situation weiter verkompliziert.
Im Hafen von Honolulu entgeht Natasha den Fragen der Einwanderungsbehörde, indem sie von Bord springt und an Land schwimmt. Unterdessen geht Martha an Bord, um mit ihrem Mann an der Kreuzfahrt teilzunehmen. Aus dem Weißen Haus in Washington wird dem Ehepaar geraten, sich nicht scheiden zu lassen, da dies unter politischen Erwägungen unschön wäre. Auf dem Festland von Hawaii erfährt Natasha durch Harvey, dass die Einwanderungsbehörden sie als Hudsons Frau akzeptiert haben und sie bleiben darf. Sie ist aber unglücklich darüber, nicht mehr mit Ogden zusammen sein zu können.
Die kluge Martha durchschaut schnell die Schmierenkomödie um Natascha, die ihr als Ehefrau von Harvey vorgestellt wird. Sie hat von John Felix über Nataschas Vergangenheit als Prostituierte und Geliebte eines Gangsters erfahren. Als Martha abfällig über Natascha spricht, fragt Ogden seine Frau, ob es ihr unter ähnlichen Umständen nicht auch so ergangen wäre. Im letzten Moment verlässt Ogden mit einem Beiboot das eigentlich von Hawaii schon abgelegte Schiff und damit auch seine Frau. Auswirkungen auf seine politische Karriere sind ihm nun egal. Im Saal des Hotels überrascht er Natasha und tanzt mit ihr.

## Hintergrund
Die Gräfin von Hongkong war der letzte Film von Charlie Chaplin und zugleich sein erster Farbfilm. Er drehte den kompletten Film in den Pinewood Studios nahe London. Eine erste Idee zum Film hatte Chaplin bereits 1931 bei einer Reise nach Shanghai und wollte die Geschichte zunächst um 1940 mit seiner damaligen Ehefrau Paulette Goddard in Lorens Rolle verfilmen.
Zum zweiten Mal nach seinem Drama Die Nächte einer schönen Frau von 1923 überließ der Regisseur Chaplin anderen Darstellern die Hauptrollen. Zwischen Marlon Brando und Chaplin war die Zusammenarbeit allerdings eher schwierig, da Chaplin seinen Darstellern vorspielte, wie sie ihre Auftritte zu gestalten hatten und ihnen nur wenig eigenen Spielraum ließ. Diese Erfahrung empfand Brando als negativ. Auch Tippi Hedren war enttäuscht, weil sie eigentlich eine größere Rolle erwartet hatte. Drei Jahre nach ihrem Bruch mit Alfred Hitchcock am Set von Marnie war dies ihr erstes Engagement in einem Film. Nicht nur Chaplin hat im Film einen kurzen Auftritt als alter Schiffsteward, auch seine Töchter Geraldine, Josephine und Victoria absolvieren Cameos: Geraldine ist als Tänzerin bei dem Fest auf dem Schiff zu sehen; Josephine und Victoria verkörpern zwei junge Frauen, die das Waikiki Hotel betreten.

## Synchronisation
Die deutsche Synchronisation wurde von der Berliner Synchron unter der Dialogregie von Klaus von Wahl erstellt.
| Rolle            | Schauspieler        | Dt. Synchronstimme |
| ---------------- | ------------------- | ------------------ |
| Ogden Mears      | Marlon Brando       | Rainer Brandt      |
| Natascha         | Sophia Loren        | Marion Degler      |
| Harvey           | Sydney Chaplin      | Heinz Petruo       |
| Martha Mears     | Tippi Hedren        | Marianne Prenzel   |
| Butler Hudson    | Patrick Cargill     | Heinz Spitzner     |
| Kapitän          | John Paul           | Curt Ackermann     |
| Mr. Clark        | Oliver Johnston     | Knut Hartwig       |
| Miss Gaulswallow | Margaret Rutherford | Ursula Krieg       |
| Dame beim Tanz   | Geraldine Chaplin   | Traudel Haas       |

## Rezeption

### Kommerzieller Erfolg
Der Film war kommerziell eher enttäuschend, sein Budget von rund 3,5 Millionen US-Dollar spielte er kaum ein. Das von Charlie Chaplin geschriebene Lied This Is My Song, das zum Soundtrack des Filmes gehörte, entwickelte sich jedoch zum Verkaufserfolg. In der Version von Petula Clark erreichte es in zahlreichen Ländern hohe Platzierungen in den Charts.

### Kritiken
Obwohl Charlie Chaplin sich selbst mit seinem letzten Film sehr zufrieden zeigte, wurde er von den Filmkritikern weitgehend negativ als eines seiner schwächsten Werke aufgenommen. Inzwischen erhält die Komödie meist eine gemischte Rezeption.

„Chaplins letzter Film ist eine eher zähflüssige Romanze in betulich-komischem Stil, deren Einfälle nicht so recht zünden wollen.“

„Allerlei Aufregungen und pseudo-seelendramatische Zuspitzungen machen die konventionell erzählte ‚romantische Komödie‘ dennoch nicht sehr kurzweilig. Auch das Star-Aufgebot hebt den Film nicht aus dem Durchschnitt.“

„Ein reifes, wehmütiges und leises Alterswerk über verlorene Illusionen. Einigen Slapstick gibt es um Sophias Büstenhalter und Patrick Cargill als Brandos Butler, der eine Zeit lang den Ehemann der Loren spielen muss.“